# Nati nel 1482
| Questa pagina contiene informazioni ricavate automaticamente dalle voci biografiche con l'ausilio del template Bio e di un bot. L'aggiornamento è periodico e automatico e ricostruisce completamente la pagina. Se manca una persona in questa lista, sei pregato di non aggiungerla, ma accertati piuttosto che la sua voce biografica contenga il template Bio e che i dati anagrafici siano correttamente compilati. Se il template Bio manca, inseriscilo tu stesso o, in alternativa, metti l'avviso {{tmp\|Bio}} che ne segnala la mancanza. Se i dati riportati sono sbagliati, correggi direttamente la voce biografica; le modifiche saranno visibili in questa lista entro pochi giorni. Per chiarimenti vedi il progetto biografie. La lista contiene solo le 40 persone che sono citate nell'enciclopedia e per le quali è stato implementato correttamente il template Bio. Pagina aggiornata al 10 ago 2025. |

- 18 giugno - Giorgio Martinuzzi, cardinale, arcivescovo cattolico e politico ungherese († 1551)
- 19 giugno - Luisa di Borbone-Montpensier, nobile francese († 1561)
- 29 giugno - Maria di Trastámara, regina († 1517)
- 7 luglio - Andrzej Krzycki, arcivescovo cattolico e teologo polacco († 1537)
- 13 luglio - Lorenzo di Filippo Strozzi, scrittore e politico italiano († 1549)
- 7 ottobre - Ernesto di Baden-Durlach, nobile tedesco († 1553)
- 18 ottobre - Filippo III di Hanau-Lichtenberg, tedesco († 1538)
- 30 novembre - Lorenzo Carnesecchi, condottiero italiano
- 9 dicembre - Federico II del Palatinato, nobile († 1556)
- Moussa Akari, patriarca cattolico libanese († 1567)
- Antón de Alaminos, navigatore spagnolo
- Beatrice Appiano, nobildonna italiana († 1525)
- Toribio de Benavente Motolinia, missionario e storico spagnolo († 1568)
- Jean Bertrand, cardinale francese († 1560)
- Ludovico Boccadiferro, filosofo italiano († 1545)
- Eufrasia Burlamacchi, religiosa e miniatrice italiana († 1548)
- Giulio Campagnola, pittore e incisore italiano
- Lodovico Capponi seniore, banchiere e politico italiano († 1534)
- Nicolao Civitali, scultore e architetto italiano
- Marco Corner, cardinale e patriarca cattolico italiano († 1524)
- Davide X di Cartalia, sovrano georgiano († 1526)
- Giovanni Ecolampadio, teologo e umanista svizzero († 1531)
- Barbara Gonzaga, nobile italiana († 1558)
- Meir Katzenellenbogen, rabbino tedesco († 1565)
- Stefano Lamberti, scultore e notaio italiano († 1538)
- Pietro Loredan, doge († 1570)
- Macario, arcivescovo ortodosso, scrittore e santo russo († 1563)
- Agostino Mainardi, teologo e pastore protestante italiano († 1563)
- Agostino Marti, pittore italiano
- Leon Pancaldo, navigatore italiano († 1540)
- Pedro de Córdoba, religioso e missionario spagnolo († 1521)
- Matthias Ringmann, cartografo e umanista tedesco († 1511)
- Bernardino Scardeone, religioso e letterato italiano († 1574)
- Bianca Giovanna Sforza, nobildonna italiana († 1496)
- Mariano Socini il giovane, giurista italiano († 1556)
- Agostino Spinola, cardinale e vescovo cattolico italiano († 1537)
- Georg Tannstetter, umanista, astrologo e astronomo tedesco († 1535)
- Paul de Thermes, generale francese († 1562)
- Francesco Torbido, pittore italiano († 1562)
- John de Vere, XV conte di Oxford, militare britannico († 1540)